# الفرقة 340 (إسرائيل)
الفرقة 340 مدرعة «عيدان» هي فرقة احتياطية كانت تخدم في الجيش الإسرائيلي. ضمن اختصاص القيادة الإقليمية المركزية وتمركزت في معسكر نحشونيم. انحلت الفرقة في في 15 سبتمبر 2020. وكان آخر قادتها هو آفي روزنفيلد.

## تاريخها
تأسست في 1974 بعد حرب أكتوبر، كفرقة احتياطية تحت اسم الفرقة 880. ظلت الفرقة التي ضمت ثلاثة ألوية مدرعة في احتياطي القيادة، ودخلت الجبهة الشرقية خلال معركة السلطان يعقوب في 1982، خلال حرب لبنان الأولى. وكانت مسؤولة عن الاحتلال العسكري لجنين في 2002، خلال عملية الدرع الواقي. وتولت مسؤولية إخلاء شمال قطاع غزة خلال خطة الانفصال في 2005. كان قائدها أيضاً هو ضابط المدرعات الرئيسي في الجيش الإسرائيلي (رئيس سلاح المدرعات) بين عامي 2005 و2010، ولكن في أبريل 2010 فًصلت هذه القيادات عن بعضها. وفي 2010 أيضاً، حصلت الفرقة على المركز الأول في جائزة راماتكال للوحدات الاحتياطية المتميزة.
خضعت الفرقة لعملية إعادة تنظيم في 2014، تهدف إلى تحويلها من فرقة مدرعة إلى فرقة خفيفة متعددة الجبهات متخصصة في مكافحة الإرهاب وحرب المدن.

## تشكيل الفرقة
- الفرقة 340 مدرعة «عيدان»
  -  اللواء 5 مشاة «شارون» (احتياطي).
  -  اللواء 16 مشاة «القدس» (احتياطي).
  -  اللواء 847 مدرع «العربات الفولاذية» (احتياطي).
  -  اللواء 900 مشاة «كفير/الأُسود»
  -  الكتيبة 807 إشارة